# Leucochlaena pilosa
Leucochlaena pilosa är en fjärilsart som beskrevs av Jean Baptiste Boisduval 1840. Leucochlaena pilosa ingår i släktet Leucochlaena och familjen nattflyn. Inga underarter finns listade i Catalogue of Life.